# インターフルーク102便離陸失敗事故
インターフルーク102便離陸失敗事故は、1989年6月19日に東ドイツで発生した航空事故である。ベルリン・シェーネフェルト空港からシェレメーチエヴォ国際空港へ向かっていたインターフルーク102便（イリューシン Il-62M）が離陸時に滑走路をオーバーランし、乗員乗客113人中21人が死亡した。
事故により29人が負傷し、うち13-15人が重傷を負った。

## 飛行の詳細

### 事故機
事故機のイリューシン Il-62M（DDR-SEW）は、1988年にカザンで製造され、同年8月9日にインターフルークへ納入された。総飛行時間は1,939時間で、546サイクルを経験していた。

### 乗員乗客
102便には乗員10人と乗客103人が搭乗していた。搭乗者の多くは東ドイツ人だったが、乗客には11人のソビエト人、2人のポーランド人、2人のイタリア人と1人のネパール人が含まれていた。
コックピットには機長と副操縦士、航空機関士、航法士が搭乗していた。機長の総飛行時間は7,796時間で、副操縦士の総飛行時間は8,947時間、航空機関士の総飛行時間は10,627時間、航法士の総飛行時間は16,649時間であった。

## 事故の経緯
102便は東ドイツのベルリン・シェーネフェルト空港からソビエト連邦のシェレメーチエヴォ国際空港へ向かう国際定期旅客便だった。現地時間6時20分、パイロットはエンジンを始動した。始動後、パイロットは操縦系統のロックを解除したが、全ての過程を完了していなかった。また、昇降舵の警告灯のチェックも行われなかった。タキシング中に機長は2度、昇降舵の動作確認を行ったが、昇降舵がロックされていることに気付かなかった。102便は滑走路25Lからの離陸を許可された。6時28分、機体は離陸速度まで加速し、機長は操縦桿を引いた。しかし機体は上昇せず、滑走路を走り続けた。4秒後、機長は離陸中止を決定した。この時点で機体は293キロメートル毎時 (158 kn)まで加速していた。このとき、航空機関士はエンジンを逆噴射されるのではなく、全てのエンジンを停止させた。そのため機体は十分に減速せず、滑走路端を262キロメートル毎時 (141 kn)で走り抜けた。102便はフェンスや木々などに接触しながら滑走し、滑走路端から450mほど先のトウモロコシ畑で停止した。
機体は3つに分断され、コックピットと機体尾部が分離した。また、衝撃によって燃料タンクが破損し、火災が発生したため、胴体部は完全に焼け落ちた。警察によれば消防車と緊急車両は4分以内に事故現場に到着した。消火活動には化学発泡剤が使用され、700人以上の消防隊員が動員された。現場で15人の死亡が確認された。西ベルリンの消防隊は現場に向かおうとしたが、国境警備隊がこれを拒否した。生存者は2分以内に全員脱出した。
事故を受けて、インターフルークは保有するIl-62の運航を取り止め、専門家による検査を行った。事故の翌日には保有する11機のうち5機の検査が完了し、2機が運用に戻った。

## 事故調査
オット・アーント運輸大臣を筆頭とする調査委員会が組織された。フライトデータレコーダー（FDR）は残骸から回収された。調査によれば、1970年代にも同様の故障がモスクワで発生していた。このときは適切な操作が行われていたため、滑走路内で停止できた。また、Il-62の昇降舵には設計上の問題があったことが判明した。このことはアエロフロートや国家人民軍などには通達されていたが、インターフルークには通達されていなかった。また、それを検知し警告する装置は搭載されていなかった。
調査では昇降舵の動作不良についての根本的な原因を特定することはできなかった。しかし、民間航空局のゲルハルト・ミュラーは、航空機関士が適切な操作を行っていれば102便は滑走路内で停止できたと述べた。調査からパイロット達に与えられた猶予は10秒ほどだったと推測された。インターフルークの行っていた訓練が不十分であったため、航空機関士はパニックに陥り、不適切な操作を行ったと判断された。
事故後、航空機関士は業務上過失致死で起訴された。しかし1997年11月5日に無罪判決となった。